# Luciano Cordeiro
Luciano Cordeiro (Mirandela, 21 luglio 1844 – Lisbona, 24 dicembre 1900) è stato un geografo e letterato portoghese.
È noto soprattutto per essere il fondatore della Società geografica di Lisbona, e per aver pubblicato varie opere sulla storia dei viaggi e delle scoperte dei Portoghesi.